# Yukari Sahaku

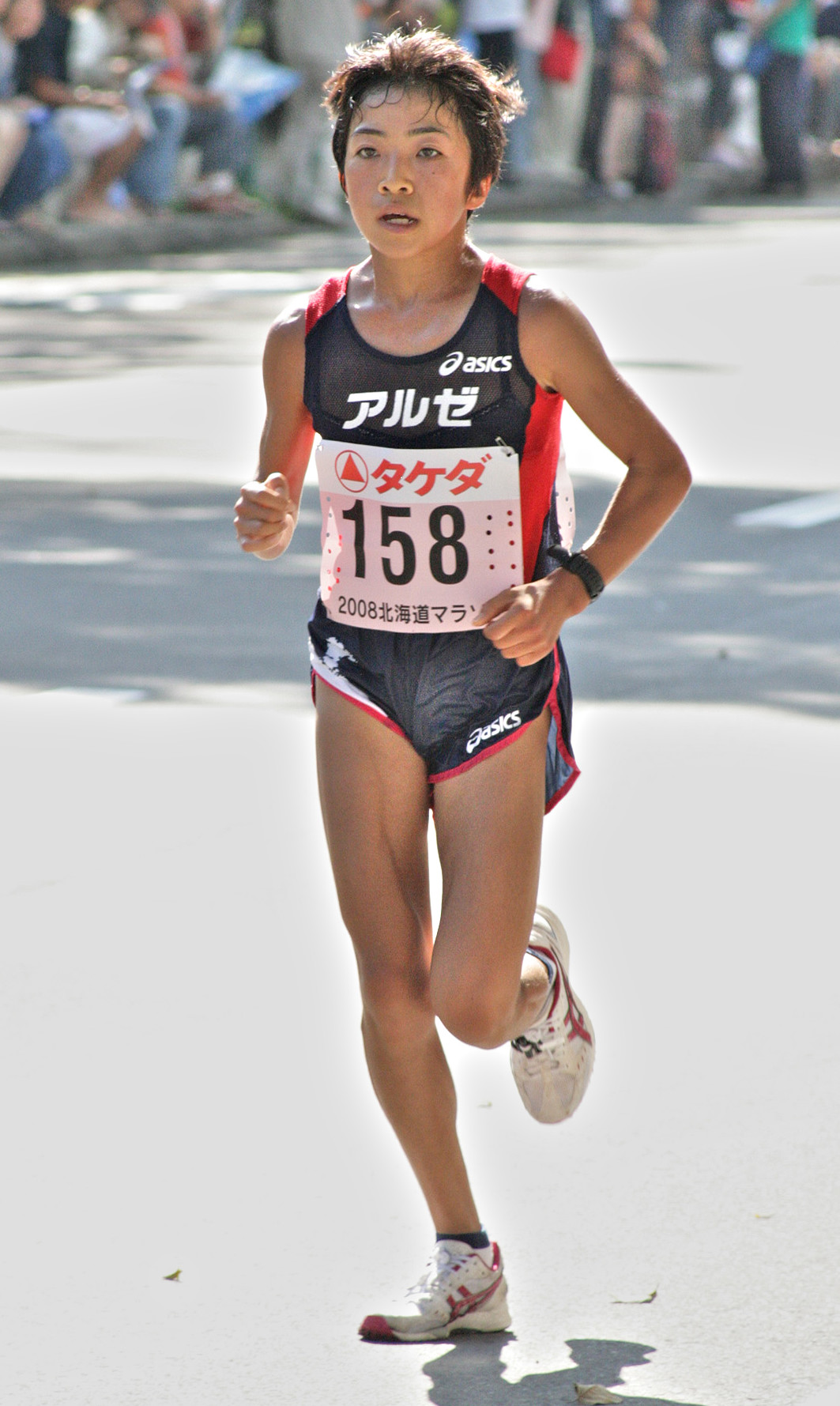
Yukari Sahaku, 2008

Yukari Sahaku (jap. 佐伯 由香里, Sahaku Yukari; * 5. November 1988 in der Präfektur Chiba) ist eine japanische Langstreckenläuferin.

## Leben
Bei ihrem Debüt über die Marathon-Distanz gewann sie 2008 den Hokkaidō-Marathon in 2:31:50 h. Im darauffolgenden Jahr wurde sie Zweite beim Tokio-Marathon in 2:28:55 h und qualifizierte sich als nationale Vizemeisterin über 10.000 m für die Leichtathletik-Weltmeisterschaften in Berlin. Ihr dortiger Auftritt verlief zwar sportlich enttäuschend, denn sie kam als 20. und letzte ins Ziel, die 1,42 m große und gut 30 kg wiegende Athletin eroberte jedoch die Herzen des Publikums, als sie sich vom Maskottchen Berlino knutschen und hochheben ließ.
Yukari Sahaku startet für das Team des Spielautomatenherstellers Aruze und wird von Yoshio Koide trainiert, der schon Naoko Takahashi betreute.

## Persönliche Bestzeiten
- 3000 m: 9:19,60 min, 22. September 2007, Gifu
- 10.000 m: 32:01,80 min, 25. Juni 2009, Hiroshima
- Halbmarathon: 1:09:36 h, 5. Juli 2009, Sapporo
- Marathon: 2:28:55 h, 22. März 2009, Tokio